# Trogloneta cantareira
Trogloneta cantareira là một loài nhện trong họ Mysmenidae.
Loài này thuộc chi Trogloneta. Trogloneta cantareira được miêu tả năm 2008 bởi Antonio D. Brescovit & Lopardo.